# 2000년 하계 올림픽 알바니아 선수단
알바니아는 2000년 9월 15일부터 10월 1일까지 오스트레일리아 시드니에서 열린 제27회 하계 올림픽에 참가했다.

## 참가 선수
다음은 종목별 참가 현황이다.
| 종목 | 남자 | 여자 | 합계 |
| 사격 |      | 1    | 1    |
| 육상 | 1    |      | 1    |
| 육상 | 1    | 1    | 2    |
| 합계 | 2    | 2    | 4    |

## 종목별 성적

### 남자
트랙 / 도로 경기
| 선수        | 세부 종목 | 1차 예선 | 1차 예선 | 2차 예선  | 2차 예선  | 준결선    | 준결선    | 결선      | 결선      |
| 선수        | 세부 종목 | 기록     | 순위     | 기록      | 순위      | 기록      | 순위      | 기록      | 최종 순위 |
| 올티온 룰리 | 100m      | 11.08    | 8        | 진출 실패 | 진출 실패 | 진출 실패 | 진출 실패 | 진출 실패 | 진출 실패 |

필드 경기
| 선수 | 세부 종목 | 예선 | 예선 | 결선 | 결선      |
| 선수 | 세부 종목 | 기록 | 순위 | 기록 | 최종 순위 |

### 여자
트랙 / 도로 경기
| 선수            | 세부 종목 | 1차 예선 | 1차 예선 | 2차 예선  | 2차 예선  | 준결선    | 준결선    | 결선      | 결선      |
| 선수            | 세부 종목 | 기록     | 순위     | 기록      | 순위      | 기록      | 순위      | 기록      | 최종 순위 |
| 클로디아나 샬라 | 400m      | 56.41    | 7        | 진출 실패 | 진출 실패 | 진출 실패 | 진출 실패 | 진출 실패 | 진출 실패 |

필드 경기
| 선수 | 세부 종목 | 예선 | 예선 | 결선 | 결선      |
| 선수 | 세부 종목 | 기록 | 순위 | 기록 | 최종 순위 |

## 참고 자료
- (영어) “Albania at the 2000 Sydney Summer Games”. SR/Olympic Sports. 2012년 12월 13일에 원본 문서에서 보존된 문서. 2011년 10월 5일에 확인함.